# Museo del Mar (Uruguay)
El Museo del Mar es un museo de historia natural ubicado en El Tesoro, en el departamento de Maldonado, Uruguay. Cuenta con unos 2.300 m² divididos en cuatro grandes salas, y ofrece su material al público durante todo el año.
El museo, abierto en 1996, cuenta con un acervo de más de 5.000 ejemplares marinos. Los ejemplares están exhibidos con claras referencias, que sirven con finalidad didáctica. Cuenta, entre otras cosas, con esqueletos de ballenas. En sus diversas salas se pueden encontrar erizos, estrellas de mar, caparazones de tortugas, pero también fotografías antiguas, o inclusive uno de los viejos coches para entrar al agua, que utilizaban las mujeres a inicios del siglo XX. También existe una sala con información sobre los piratas más famosos de la historia. En dicha sala se pueden ver catalejos y trabucos de la época.
La enorme cantidad de objetos, muestras, fotos e historias son el resultado del trabajo de su creador Pablo Etchegaray, un coleccionista autodidacta que hace muchos años comenzó a juntar piezas marinas de todo el mundo.
El Museo del Mar se compone de cuatro museos dentro de uno. Los museos cuentan con las siguientes muestras:

## Museo del Mar
Se puede encontrar todo lo referente a la vida marina; desde esqueletos de ballenas, colecciones de caracoles, una sala de profundidades, exposiciones interactivas, un espacio para que los chicos dibujen, un sitio dedicado a los piratas, y otro a los tesoros.

## Museo de los Balnearios
Expone la historia de sitios para vacacionar, algunos que hoy son barrios como Pocitos y Carrasco, hasta los que son destino turístico como Punta del Este, La Paloma, Piriápolis, Atlántida, Mar del Plata y Copacabana.

## Museo de los Recuerdos
Con colecciones de objetos antiguos, como frascos, latas, radios, medicamentos, fotografías, elementos relacionados con la playa, como sombrillas y baldes que se utilizaban hace décadas.

## Insectarium
Reúne tres colecciones de insectos; son 38.000 ejemplares, la mayoría escarabajos, pero también hay polillas, cigarras y saltamontes, entre otras especies.

## Galería

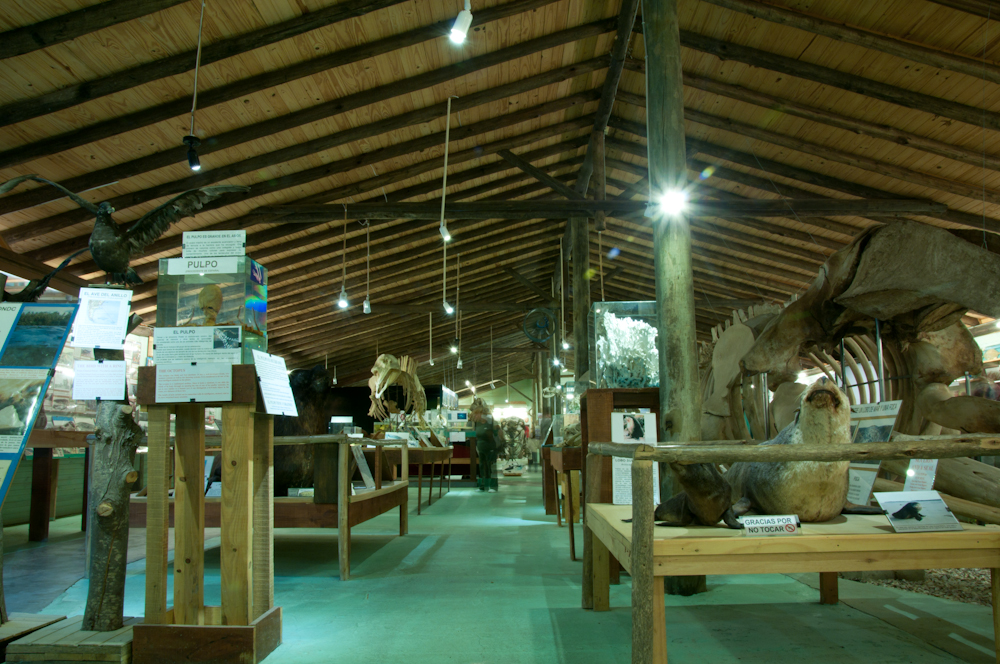
Entrada al museo.
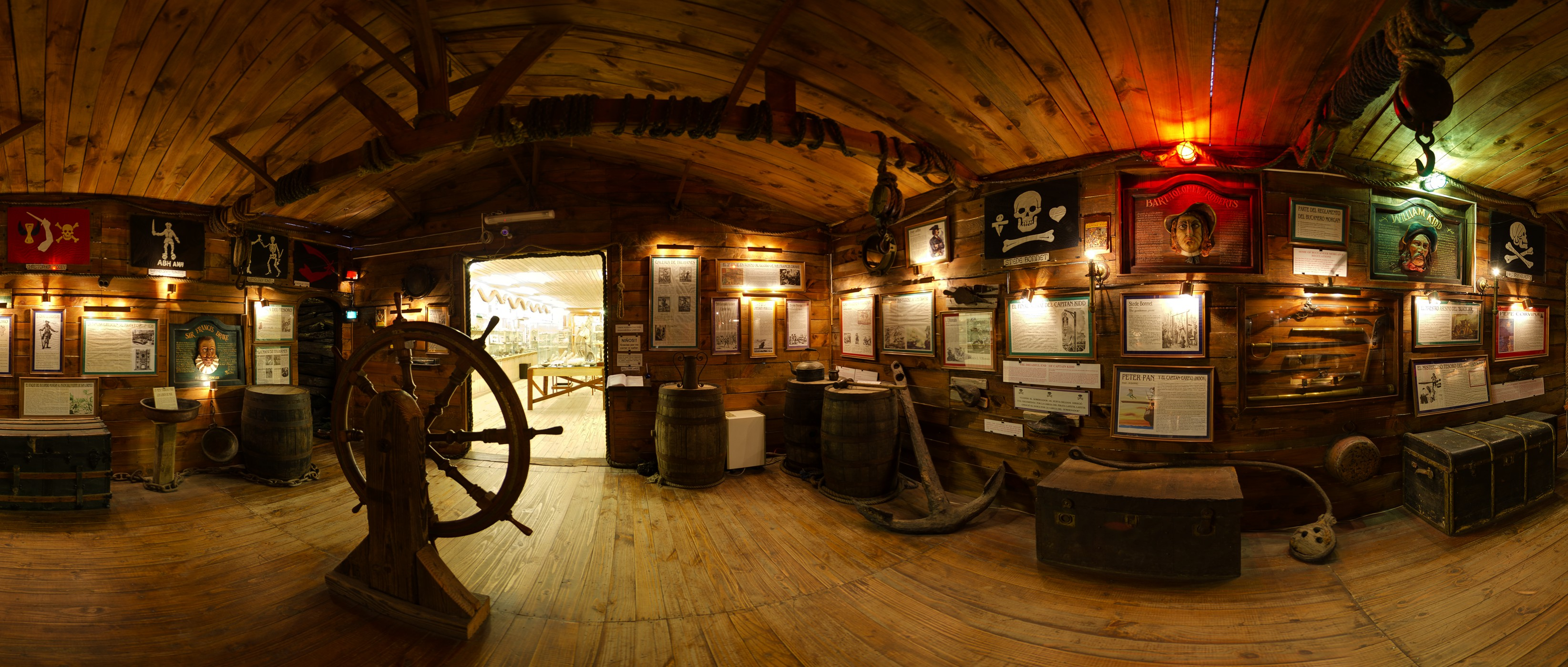
Sala de los piratas.
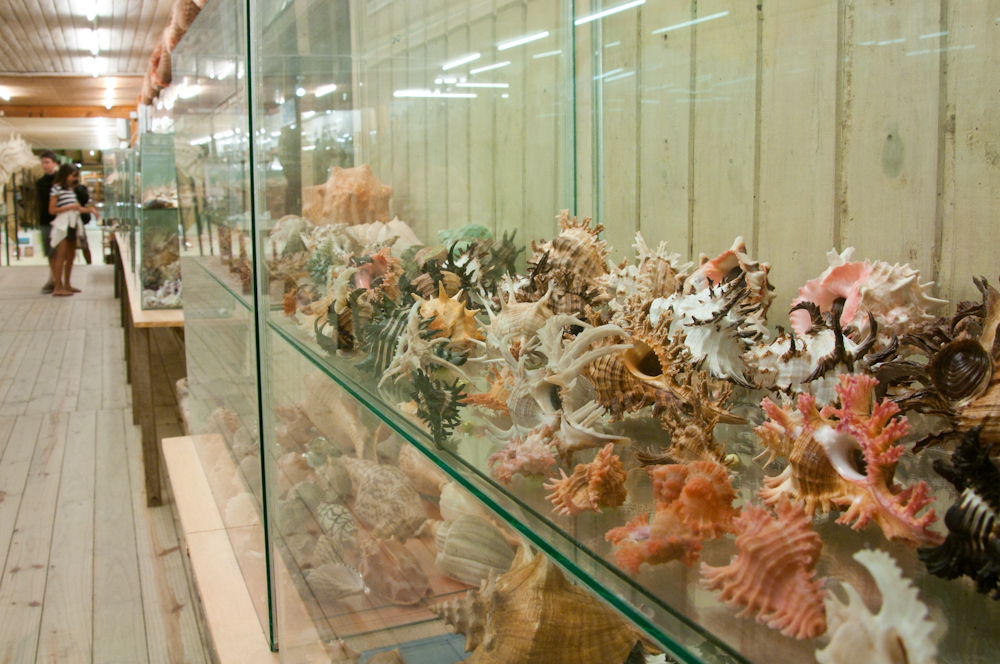
Sala de los caracoles.
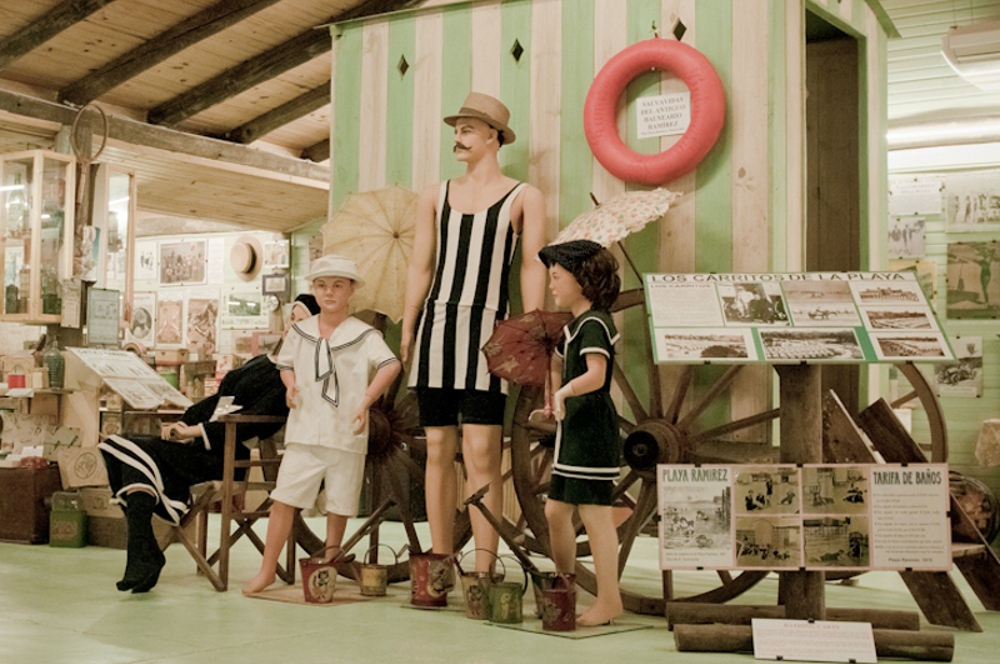
Bañistas de antes en el Museo de los Balnearios.
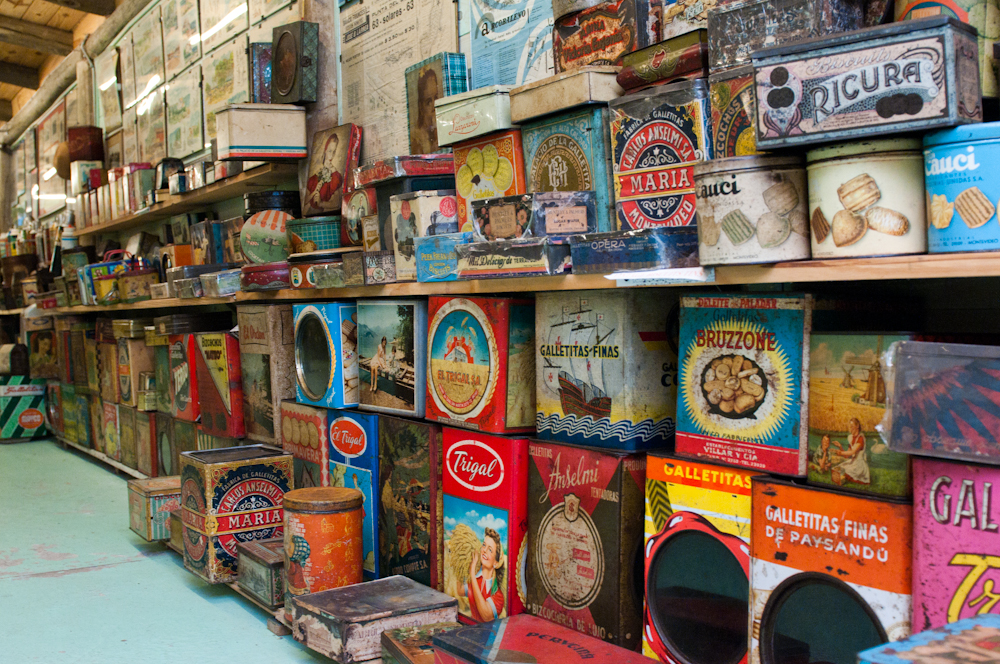
Latas en el Museo de los Recuerdos.
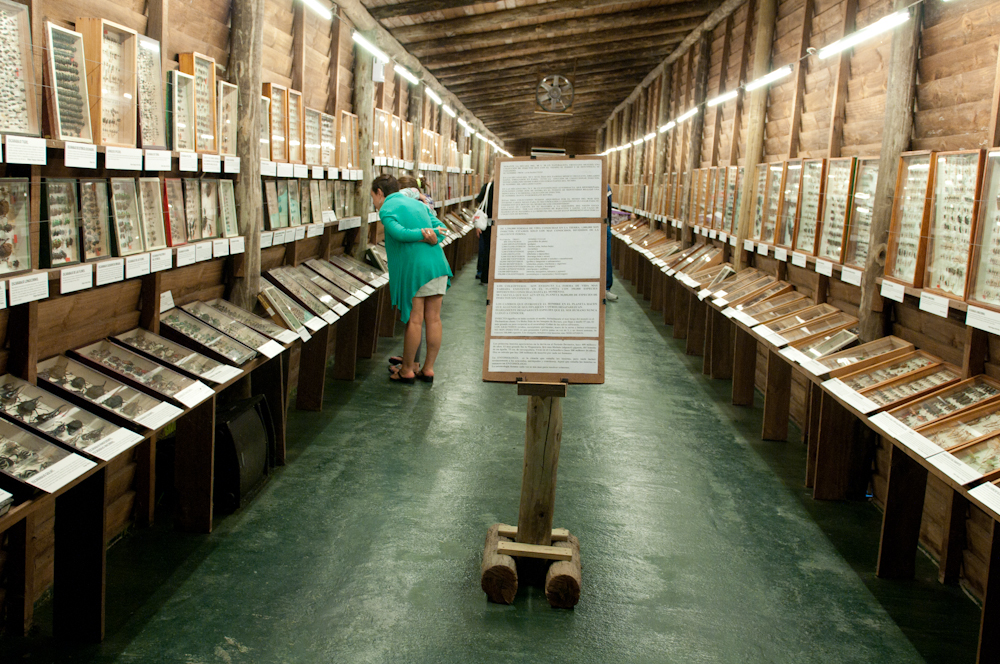
Insectarium.